# Gunvor Wallin (politiker)
Vera Gunvor Eleonora Wallin, född Gustafsson 8 juni 1920 i Kungsholms församling i Stockholm, död 8 september 2016 i Knislinge distrikt i Skåne län, var en svensk sjuksköterska och politiker (folkpartist).
Hon var ersättare i Sveriges riksdag för Bohusläns valkrets en kortare period 1979.